# Sebastián Carranza Cepeda
Coronel Sebastián Carranza Cepeda fue un militar mexicano que participó en la Revolución mexicana. Fue el mayor de los siete hijos de Sebastián Carranza, hermano de Venustiano Carranza, y de Emilia Cepeda. Llegó a Coronel en las fuerzas de Pablo González Garza donde desempeñó la función de Jefe de Armas en Piedras Negras, Coahuila y decidió optar por salir del ejército en 1920 a la caída de su tío temiendo represalias por su apellido pues ya antes habían muerto víctimas de su apellido Jesús Carranza Garza y Abelardo Carranza Strasburger, retirándose a la vida privada. Contrajo matrimonio con María Rodríguez, y ambos fueron padres del aviador Emilio Carranza.
- Datos: Q5390337